# Fondazione Mario Palanti
La Fondazione Mario Palanti, dovuta all'architetto Mario Palanti, dal 1920 assegnava un premio triennale di 20.000 lire al miglior progetto di architettura sacra presso la Regia Scuola Superiore di Architettura di Roma, istituita nell'anno accademico 1919-1920 all'Università La Sapienza, divenuta successivamente Facoltà universitaria nel 1935.

## Premiati
(parziale)
- 1926 Luigi Walter Moretti[2]
- 1928 Luigi Vietti
- 1929 Robaldo Morozzo della Rocca[3]
- 1929 Luigi Vagnetti[4]
- 1934 Ludovico Quaroni[5]